# Stephen Rider
Stephen Rider (* 25. September 1979) ist ein US-amerikanischer Schauspieler.

## Werdegang
Stephen Rider ist seit 2007 als Schauspieler aktiv, nachdem er 2006 von Denzel Washington entdeckt worden ist. So übernahm er in dem Film The Great Debaters seine erste Filmrolle. 2013 übernahm er weitere Film-Nebenrollen, so als Seeker Reed im Science-Fiction-Film Seelen und als Stephen W. Rochon im Historiendrama Der Butler.
Auch im Fernsehen ist er aktiv. So war er in Serien wie Navy CIS: L.A., Battle Creek oder Shameless. Größere, auch internationale Bekanntheit, erlangte er jedoch vor allem durch seine Hauptrolle als Blake Tower in der zweiten Staffel der Netflix-Serie Marvel’s Daredevil. Auch in Marvel’s Luke Cage verkörperte er diese Rolle. Von 2018 bis 2019 war er in der Rolle des Zach Clark in der Serie Instinct zu sehen.

## Filmografie (Auswahl)
- 2007: The Great Debaters
- 2012: Safe House
- 2012: Navy CIS: L.A. (Fernsehserie, Episode 4x09)
- 2013: Seelen (The Host)
- 2013: Der Butler (The Butler)
- 2013: Event 15
- 2015: Battle Creek (Fernsehserie, Episode 1x08)
- 2015–2016: Shameless (Fernsehserie, 3 Episoden)
- 2016: Dog Lover – Vier Pfoten für die Wahrheit (The Dog Lover)
- 2016–2018: Marvel’s Luke Cage (Fernsehserie, 2 Episoden)
- 2016–2018: Marvel’s Daredevil (Fernsehserie, 12 Episoden)
- 2017: Elementary (Fernsehserie, 2 Episoden)
- 2018: The After Party
- 2018–2019: Instinct (Fernsehserie, 18 Episoden)
- 2020: Becoming
- 2020: The Good Fight (Fernsehserie, Episode 4x05)